# 醉後大丈夫3
是一部2013年的美國喜劇電影，由華納兄弟公司製作。本片是2011年電影《醉後大丈夫2》的續集，也是「醉爆伴郎團系列電影」的第三部電影。本片由陶德·菲利普斯執導，主演是畢列·谷巴、查克·葛里芬納奇、艾德·赫姆斯、賈斯汀·巴薩和鄭肯，配角有傑夫·泰爾、海瑟·葛拉罕、麥克·伊皮斯、瑪莉莎·麥卡菲和尊·古曼。台灣於2013年5月31日上映。

## 劇情
沒有婚禮與單身派對擾亂生活的三個死黨，他們這次真的不喝酒了！但是菲爾（畢列·谷巴 飾）與史都（艾德·赫姆斯 飾）和艾倫（查克·葛里芬納奇 飾），卻還是繼續在人生旅程中糗態百出。
艾倫的父親過世後，菲爾、史都與道格都前來參加艾倫父親的喪禮。他們為了讓悲痛不已的艾倫重新振作，決定陪艾倫到療養院休養身息。沒想到他們竟在半路遇到頭戴豬臉面具的強匪攔截，導致他們只得千方百計的找到拐走這夥強匪一大筆錢的老周。他們必須重回拉斯維加斯這個大家打死都不願再想起的地方，在過程中，眾人更重遇史都當年在意識不清下結婚的女孩，甚至還看見當年襁褓中的嬰兒。 
導演陶德·菲立普斯表示《醉後大丈夫》只要有艾倫在，肯定出狀況，並表明一切的故事在拉斯維加斯發生，就必須在拉斯維加斯了結！陶德菲立普斯導演向來喜歡以「動物」搶鏡頭，這次更讓艾倫載著長頸鹿在公路上狂奔，讓不會閃避高架橋的長頸鹿引發一連串讓人措手不及狀況。

## 演員
- 畢列·谷巴 飾 Phil Wenneck
- 艾德·赫姆斯 飾 Dr. Stu Price
- 查克·葛里芬納奇 飾 Alan Garner
- 賈斯汀·巴薩 飾 Doug Billings
- 鄭肯 飾 Leslie Chow
- 尊·古曼 飾 Marshall
- 瑪莉莎·麥卡菲 飾 Cassie Garner
- 傑夫·泰爾（英语：Jeffrey Tambor） 飾 Sid Garner
- 海瑟·葛拉罕 飾 Jade
- 迈克·艾普斯 飾 Black Doug
- 薩莎·巴瑞斯 飾 Tracy Billings
- 鄭智麟 飾 Lauren Price
- 吉蓮·維曼（英语：Gillian Vigman） 飾 Stephanie Wenneck
- Mike Vallely（英语：Mike Vallely） 飾 Nico
- 奧斯卡·托瑞（英语：Oscar Torre） 飾 Officer Vasquez
- 強納森·科恩（英语：Jonny Coyne） 飾 Hector
- 捲尾猴水晶 飾 販毒猴子

## 外部連結
- 互联网电影数据库（IMDb）上《醉後大丈夫3》的资料（英文）
- 爛番茄上《醉後大丈夫3》的資料（英文）
- Metacritic上《醉後大丈夫3》的資料（英文）
- Box Office Mojo上《醉後大丈夫3》的資料（英文）
- AllMovie上《醉後大丈夫3》的资料（英文）